# 线性公园

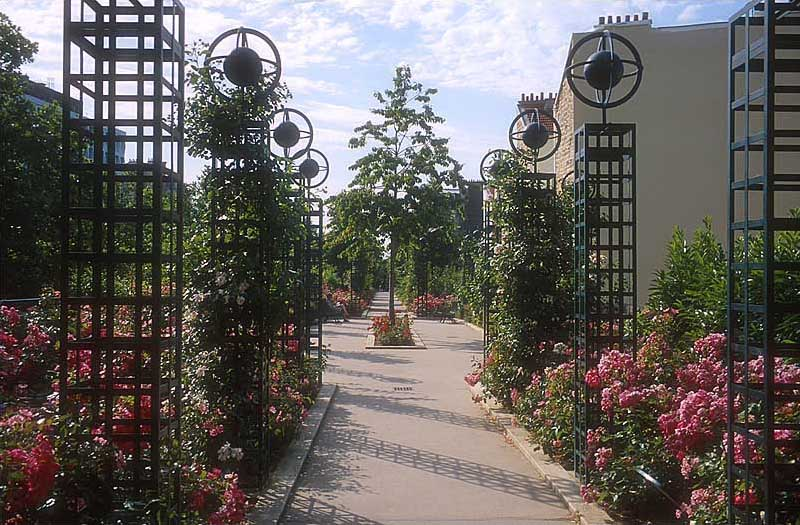
法国巴黎十二区的勒内·杜蒙绿色长廊，长约4.7 km，建设在废弃铁路高架桥上

1894年波士顿绿宝石项链规划

线性公园是一种长条形的布景公园，公园可以坐落在城市或者郊区。线性公园主要分为两种，第一种是基于铁轨步道建成的，当城市内的铁轨废弃以后，狭长的轨道空间需要重新利用。有些城市在移除了铁轨和枕木之后，在原址上建立了线性公园，以供居民散步或者骑行。另一部分公园是利用地形优势，沿着运河、小溪、城墙、輸電系統、公路或者海岸线 的条状公共空间无法得到合理的使用，于是建成公园。线性公园在部分地区也被称作绿道，在澳大利亚也被称作前滨道（英語：foreshoreway）。

## 案例
最早的应用实例大概是波士顿的绿宝石项链公园。它由占地1,100-英畝（4.5-平方）的一长串公园组成，公园之间由园景高速公路（一种宽阔的，两侧有风景的公路）和波士顿、布鲁克莱恩的水道连接。绿宝石项链的名字起源于公园的设计与地理环境，这一连串公园像一串绿宝石项链挂在波士顿半岛的“颈部”。公园由弗雷德里克·劳·奥姆斯特德于1837年设计，把波士顿公园、波士顿公共花园和“伟大的乡村公园”富兰克林公园连在一起。工程于1878年开工，清理和控制波士顿地区的沼泽，建成了现在的后湾和后湾沼泽。1880年，奥姆斯特德提议将泥泞河纳入公园规划，水流疏通后形成蜿蜒的溪水流入查尔斯河。奥姆斯特德的设计中有一条步道沿着这条溪流在湿地延伸，随着平缓的溪流穿过众多小池塘。公园的湿地部分在世纪之交完成，但是波士頓灣的部分公园一直未能完成。随后，汽车的发展严重干扰了最初的设计理念。

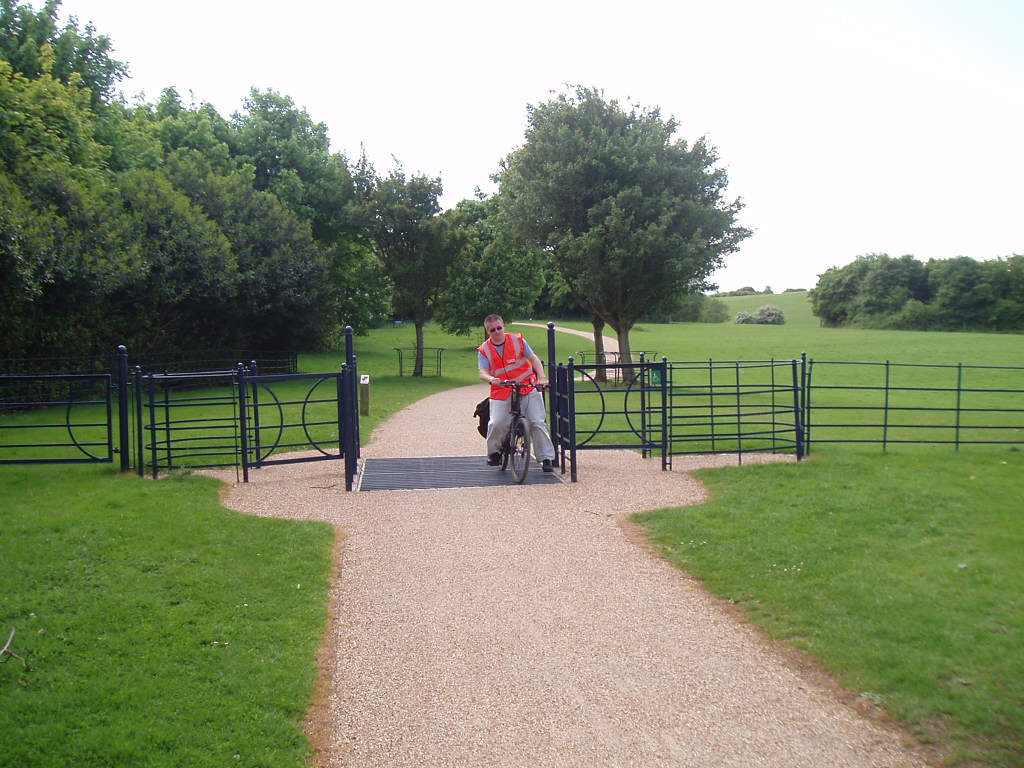
米尔顿凯恩斯线性公园的一部分

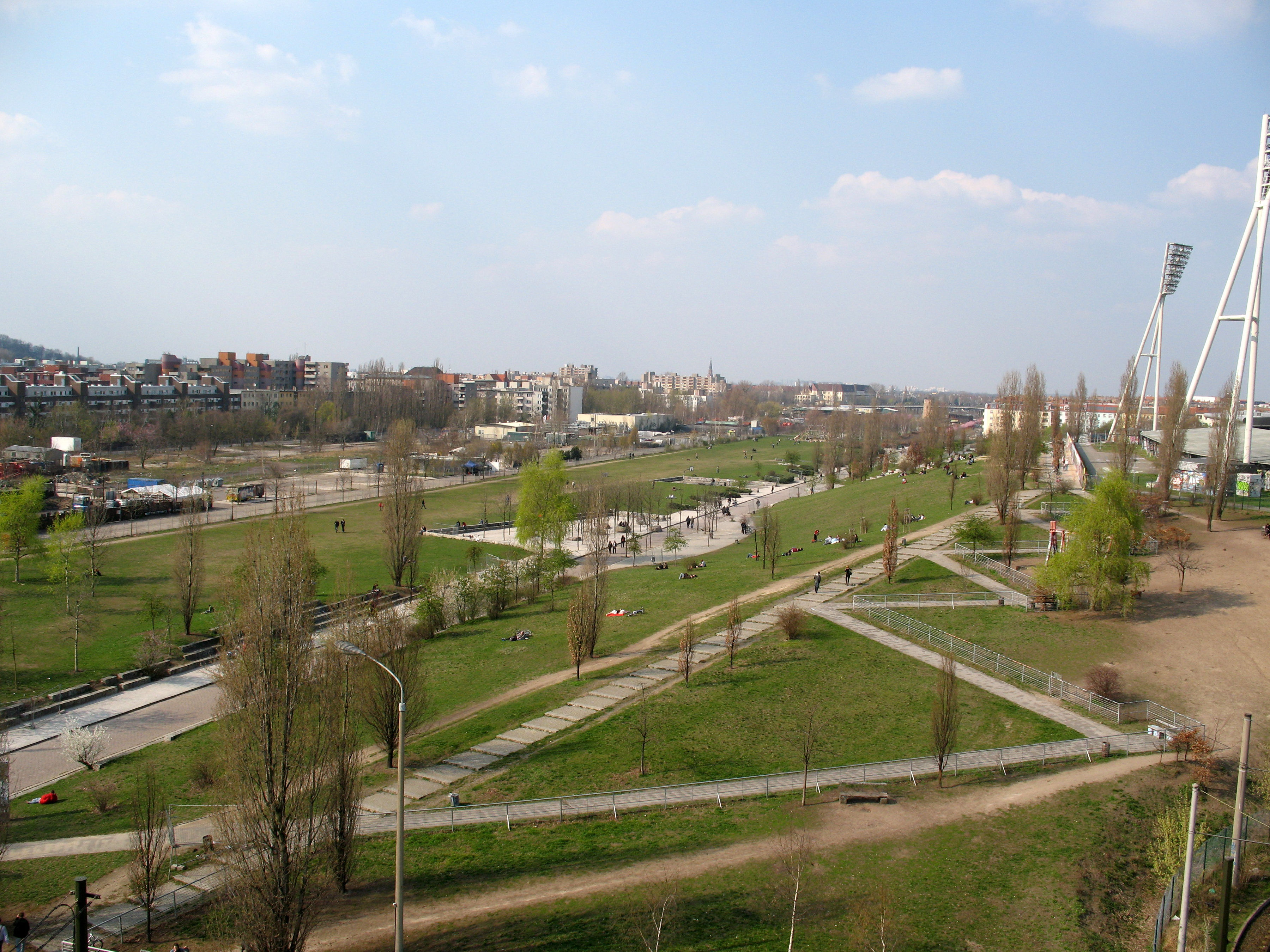
德国{柏林的{tsl

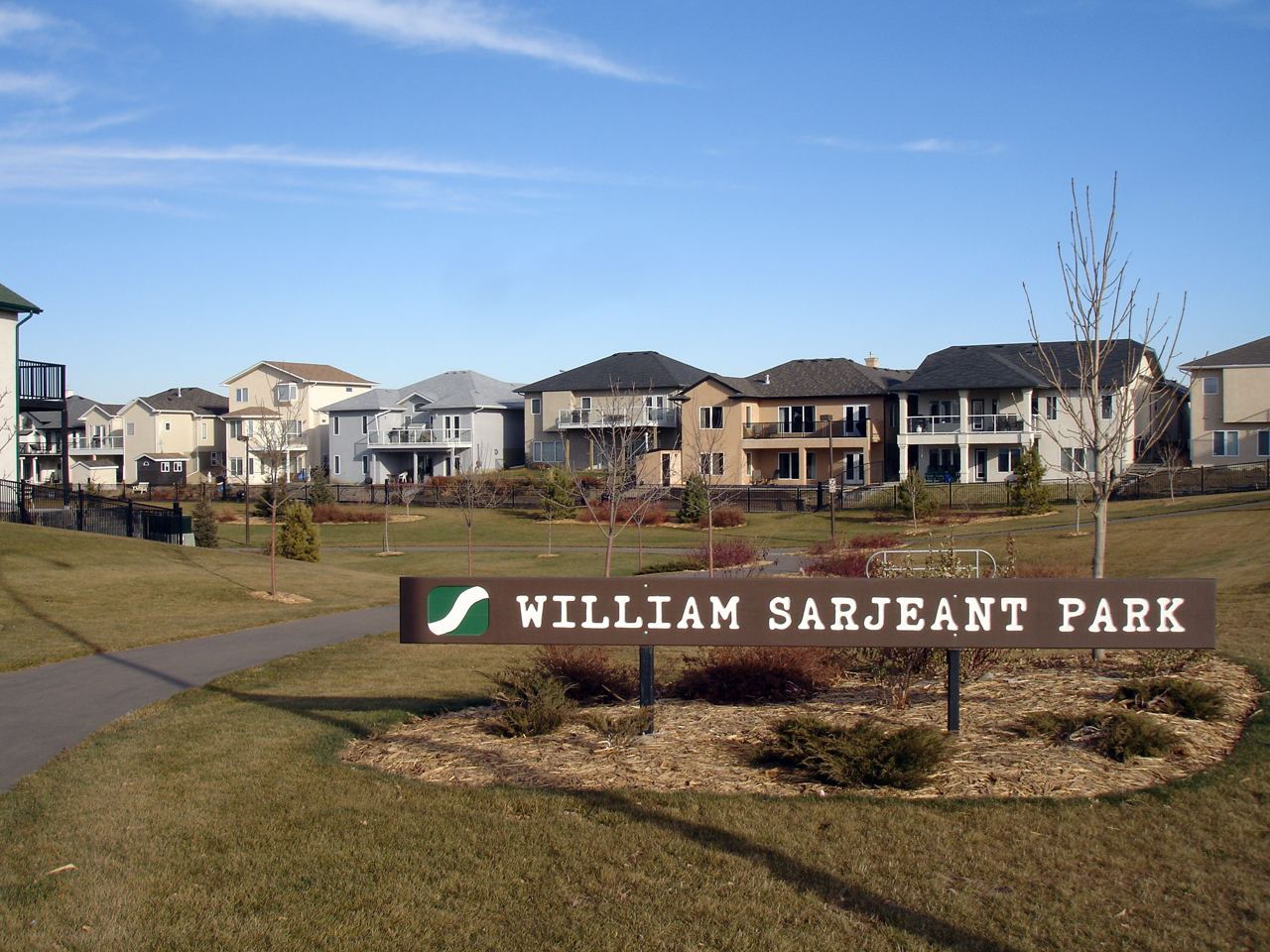
加拿大薩斯喀徹溫省萨斯卡通威洛格罗夫附近的威廉·萨让特公园

后来，英格兰在那些容易出现洪涝的河边兴建了许多线性公园。这些季节性淹没的滩涂不能很好的用于城市发展，于是市政府在这里建起了公园等娱乐设施供居民放松。英格兰在60年代末期建立的新城镇米尔顿凯恩斯对线性公园进行了充分的诠释，大烏茲河沿岸的洪涝区和乌泽尔河支流沿岸共建有9处线性公园。
在大倫敦地区、埃塞克斯郡和赫特福德郡，利谷公园长约26英里（42），占地10,000-英畝（40-平方）。公园的起点是泰晤士河，沿着利河的河漫滩修建，途径紐漢區、哈克尼區、哈林蓋區、恩菲爾德區、沃爾瑟姆森林區、切森特、布罗克斯和霍兹登，一直延伸到韦尔。作为大伦敦地区最大的公园，其面积是里士满公园的四倍多，从大伦敦的边界延伸到邻近的赫特福德郡和埃塞克斯郡。
德国柏林的毛尔公园是一个比较新的例子。该公园建设在著名的前柏林牆原址和临近的死亡带。波兰克拉科夫的普蘭提公園围绕着克拉科夫老城建设，这里曾经是中世纪时的城墙。公园长达4（2.5英里），面积约为52英畝（0.21平方），由30个风格各异、装饰有不同纪念碑和喷泉的小花园串联而成。该公园深受克拉科夫人欢迎，在夏季，这里的池塘喷泉、差点摊位和凉爽的避暑点使其成为附近最繁华的街道。
在很多国家的城市中，线性公园隐藏在住宅区内。例如加拿大的萨斯卡通，居民房屋面朝街道，背面通向有花草树木和小径的小型线性花园。美国亚特兰大正在规划的BeltLine系统紧紧包围着城市的中央商务区，公园里有人行步道和轻轨线。

## 线性公园列表

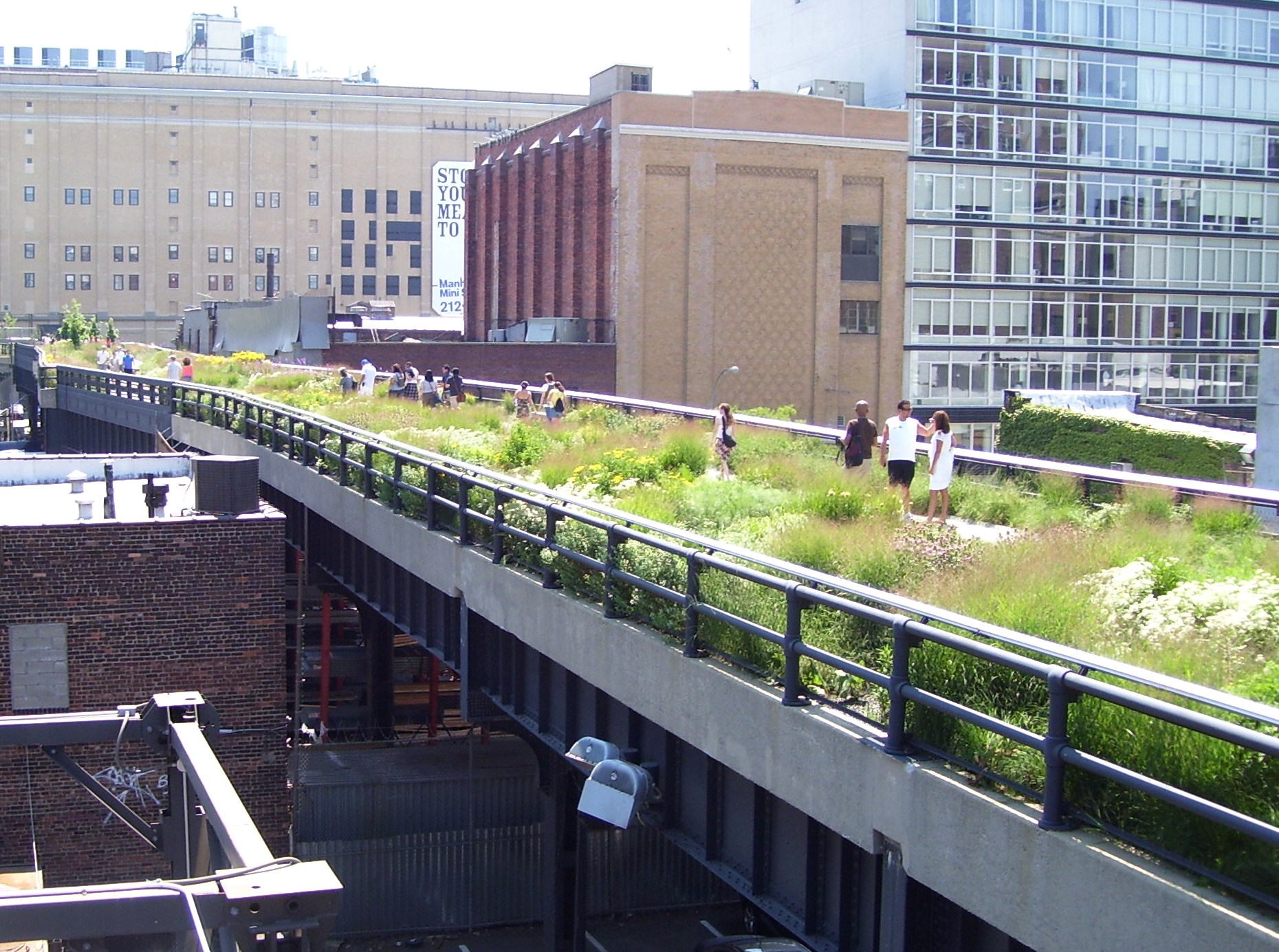
美国纽约的高線公園绿道,仿照巴黎勒内·杜蒙绿色长廊

### 欧洲

#### 法国
- 巴黎，勒内·杜蒙绿色长廊

#### 德国
- 柏林，毛尔公园（英语：Mauerpark）
- 汉诺威，米特尔兰运河 （页面存档备份，存于）
- 汉诺威，凯特·布鲁克公园 （页面存档备份，存于）

#### 爱尔兰
- 都柏林，菟丝子公园（英语：Dodder Park）
- 都柏林，兰斯多恩谷公园（英语：Lansdowne Valley Park）

#### 葡萄牙
- 波瓦桑德圣伊里娅（英语：Póvoa de Santa Iria） (塔霍河)，塔霍斯线性公园 （页面存档备份，存于）

#### 西班牙
- 巴塞罗那，萨格雷拉线性公园 （页面存档备份，存于）
- 瓦倫西亞，图里亚花园

#### 英国
- 英格兰，北安普敦郡和莱斯特郡布兰普顿谷路（英语：Brampton Valley Way）
- 英格兰，伦敦，霍格米尔河公园（英语：Hogsmill River Park）
- 英格兰，东伦敦，迈尔恩德公园（英语：Mile End Park）,

### 北美洲

#### 加拿大
- 安大略省，多伦多，Beltline线性公园（英语：Beltline Linear Park）和西多伦多铁路（英语：West Toronto Railpath）
- 紐芬蘭與拉布拉多省，圣约翰大广场（英语：Grand Concourse (St. John's)）， 线性公园步道 （页面存档备份，存于）
- 魁北克省，魁北克市，Parc linéaire de la rivière Saint-Charles （页面存档备份，存于）
- 魁北克省，圣-杰罗姆（英语：Saint-Jérôme） - 蒙特-劳里埃（英语：Mont-Laurier），Parc Linéaire Le P'tit Train du Nord（英语：Parc Linéaire Le P'tit Train du Nord）
- 不列颠哥伦比亚省，温哥华，Strathcona Linear Park

#### 美国
- 弗吉尼亚州，北卡罗来纳州，藍嶺山行車通道
- 华盛顿哥伦比亚特区、西維吉尼亞州和马里兰州，切萨皮克和俄亥俄运河国家历史公园（英语：Chesapeake and Ohio Canal National Historical Park）
- 加利福尼亚州，内河码头
- 佛罗里达州，迪尔菲尔德海滩，Pastor Willie James Ford, Sr. Linear Park[13]
- 麻薩諸塞州，灰西鲱线性公园（英语：Alewife Linear Park）
- 麻薩諸塞州，波士顿，查尔斯河滨公园（英语：Charles River Esplanade）
- 麻薩諸塞州，波士顿，东波士顿绿道（英语：East Boston Greenway）
- 新泽西州，聯合縣 (新澤西州)，伊丽莎白河滨大道（英语：Elizabeth River Parkway）
- 麻薩諸塞州，波士顿，罗斯·肯尼迪绿道（英语：Rose Kennedy Greenway）
- 伊利诺伊州，芝加哥，布鲁明代尔小道（英语：Bloomingdale Line）
- 伊利诺伊州，芝加哥，伯纳姆绿道（英语：Burnham Greenway）
- 密歇根州，底特律，Dequindre Cut（英语：Dequindre Cut）
- 加利福尼亚州，洛杉矶，大公园（英语：Grand Park）
- 加利福尼亚州，洛杉矶，好莱坞中央公园（英语：Hollywood Central Park）
- 纽约州，纽约市，高線公園
- 印第安纳州，印第安納波利斯，印第安納波利斯文化步道（英语：Indianapolis Cultural Trail: A Legacy of Gene & Marilyn Glick）
- 纽约州，纽约市，海洋大道
- 纽约州，纽约市，东部大道（英语：Eastern Parkway (Brooklyn)）
- 纽约州，纽约市，布朗克斯，莫绍鲁大道（英语：Mosholu Parkway）
- 新泽西州，聯合縣 (新澤西州)，帕塞伊克河滨大道（英语：Passaic River Parkway）
- 纽约州，纽约市，布朗克斯，佩勒姆大道（英语：Pelham Parkway (road)）
- 新泽西州，聯合縣 (新澤西州)，拉威河大道（英语：Rahway River Parkway）
- 加利福尼亚州，旧金山，跨湾换乘枢纽
- 纽约州，纽约市，皇后区，长岛机动车大道（英语：Vanderbilt Motor Parkway）
- 纽约州，纽约市，哈德逊河公园（英语：Hudson River Park）
- 明尼蘇達州，明尼阿波利斯，中城绿道（英语：Midtown Greenway）
- 明尼蘇達州，明尼阿波利斯，步道网络（英语：Cycling in Minnesota）
- 弗吉尼亚州，里士满，詹姆斯河公园系统（英语：James River Park System）[14]
- 弗吉尼亚州，北弗吉尼亚，华盛顿和奥多明尼昂铁路区域公园（英语：Washington & Old Dominion Railroad Regional Park）
- 华盛顿州，西雅圖，高速公路公园（英语：Freeway Park）
- 德克萨斯州，圣安东尼奥，圣安东尼奥河滨步道（英语：San Antonio River Walk）
- 亚利桑那州，图森，回路（英语：The Loop (Tucson)）

#### 墨西哥
- 阿瓜斯卡連特斯州，Línea Verde

### 亚洲

#### 阿联酋
- 阿治曼，Al zorah线性公园

#### 以色列
- 特拉维夫，雅孔公園

#### 日本
- 札幌市，大通公園

#### 菲律宾
- 马尼拉，Moriones广场（英语：Plaza Moriones）
- 南甘馬粦省，Camaligan（英语：Camaligan, Camarines Sur），Camaligan河滨公园（英语：Camaligan River Park）,

#### 台湾
- 臺北市，心中山線形公園
- 臺中市，草悟道

#### 韩国
- 首爾，首尔7017（英语：Seoullo 7017）

### 澳洲
- 阿德莱德，斯特灵线性公园（英语：Stirling Linear Park）
- 阿德莱德，斯特河线性公园
- 悉尼，货运线公园（英语：The Goods Line）
- 阿德莱德，托伦斯线性公园（英语：Torrens Linear Park）